# Starflight
Starflight — ролевая приключенческая компьютерная игра в научно-фантастическом стиле с элементами аркады и торговли, разработанная Binary Systems и опубликованная Electronic Arts в 1986. Изначально разработанная для IBM совместимых компьютеров и компьютерных систем Tandy, она была опубликована позже для Amiga, Atari ST, Macintosh и Commodore 64.
Полностью переработанная версия игры была разработана для Sega Mega Drive/Genesis в 1991.
Действие игры происходит в 4260 году. Игроку отводится роль капитана космического корабля, исследующего галактику. Игра нелинейна, что позволяет игрокам заниматься добычей ископаемых ресурсов, космическими битвами и дипломатией с инопланетянами. В игре присутствует основная сюжетная линия, которая развивается по ходу исследований.
Игра является одной из самых ранних воплощений сэндбокса и была положительно воспринята как современными ей, так и более поздними критиками.

## Геймплей
Геймплей предполагает менеджмент экипажем корабля, доступ к бортовым системам посредством соответствующих членов экипажа. Игра начинается на космической станции, где игрок может собрать команду из представителей пяти видов на шесть корабельных должностей: инженер, навигатор, учёный, связист, врач и капитан. Профпригодность члена экипажа соответствует его определяющему навыку, например учёный с высоким навыком науки может узнавать больше о характеристиках планеты и обнаруживать инопланетян на более дальних расстояниях. Один член экипажа может занимать несколько постов, но разные расы обладают различными ограничениями на максимальное развитие навыков. Корабль изначально оборудован лишь двигателями и небольшим запасом Эндуриума, кристалла, используемого в качестве топлива. Корабль можно улучшать, покупая броню, щиты, вооружение.